# Brewersumma
Inom matematiken är Brewersumman en viss ändlig karaktärsumma introducerad av Brewer (1961, 1966) relaterade till Jacobstahlsummor.

## Definition
Brewersumman definieras som
{\displaystyle \Lambda _{n}(a)=\sum _{x\mod p}{\binom {D_{n+1}(x,a)}{p}}}
där Dn är Dicksonpolynomen (eller "Brewerpolynomen") definierade som 
{\displaystyle D_{0}(x,a)=2,\quad D_{1}(x,a)=x,\quad D_{n+1}(x,a)=xD_{n}(x,a)-aD_{n-1}(x,a)}
och () är Legendresymbolen.
Brewersumman är noll då n och q2−1 är relativt prima.